# Kościół św. Rocha w Zygrach
Kościół św. Rocha w Zygrach – zabytkowy katolicki kościół parafialny zlokalizowany w Zygrach (powiat poddębicki, województwo łódzkie).

## Historia
W 1683 opisano kaplicę we wsi lub drewniany kościół z jednym ołtarzem, w którym wisiał obraz Zdjęcie z Krzyża. W 1809 zbudowano na miejscu tej świątyni nowy, obecny, murowany kościół, ufundowany przez Ignacego Zarębę Cieleckiego. Przy kościele tym utworzono parafię w 1921. W 1925 posadowiono na terenie przykościelnym figurę Chrystusa, którą podczas okupacji niemieckiej przeniesiono do kwatery żołnierzy kampanii wrześniowej na miejscowym cmentarzu. 3 września 1939 Niemcy zbombardowali wieś, a jedna z bomb uszkodziła kościół, bramę wejściową i dzwonnicę, z której spadł jeden z dzwonów. Na przełomie 1941 i 1942 Niemcy zrabowali wszystkie dzwony (ostatecznie po wojnie powrócił tylko jeden z nich). W 1986 obiekt wyremontowano. Dobudowano wówczas kruchtę i zakrystię przy dwóch szczytach kościoła. Wyremontowano też dach. W 2000 zakupiono trzy dzwony i umieszczono je na nowej dzwonnicy. Stanowiły one wotum roku jubileuszowego i zostały nabyte z funduszy ks. Wojciecha Krzywańskiego, który pochodził z Zygr. W 2005 odnowiono plebanię. 4 maja 2008 biskup Wiesław Mering poświęcił pomnik św. Jana Pawła II. W 2008 parafianie ufundowali m.in. nowe ławki i konfesjonał.

## Architektura
Kościół wzniesiono w stylu klasycystycznym, na rzucie ośmioboku. Obiekt kryje ośmiospadowy dach namiotowy zwieńczony sygnaturką.

## Wyposażenie
Z wyposażenia wnętrza zachowały się: 
- barokowy ołtarz główny z rokokowym krucyfiksem (druga połowa XVIII wieku),
- ołtarze boczne św. Wojciecha i św. Rocha,
- murowana ambona z początku XIX wieku w kształcie łodzi żaglowej podpieranej przez delfina,
- empirowy świecznik (XVIII wiek)[2].

## Galeria

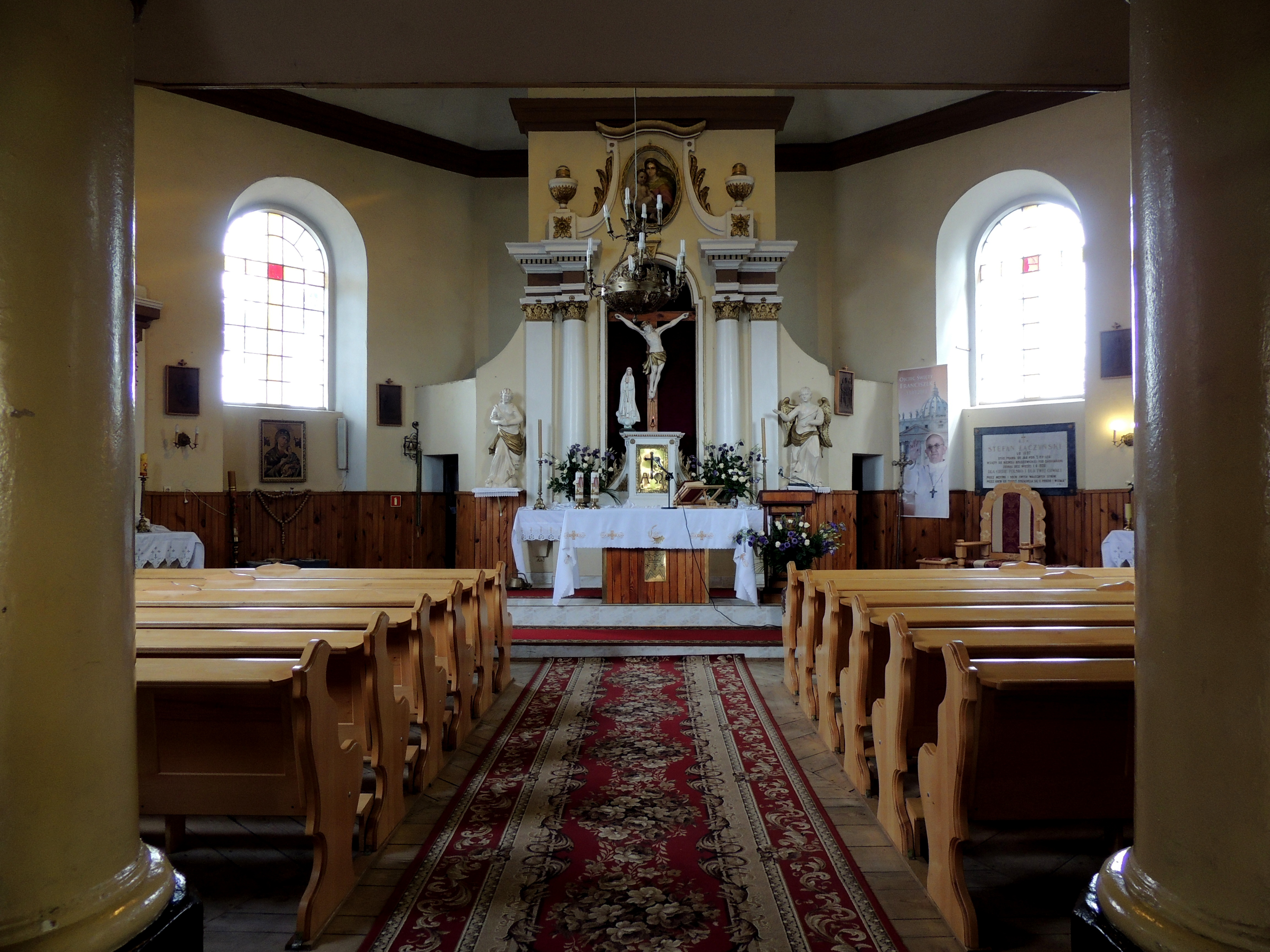
Wnętrze z ołtarzem
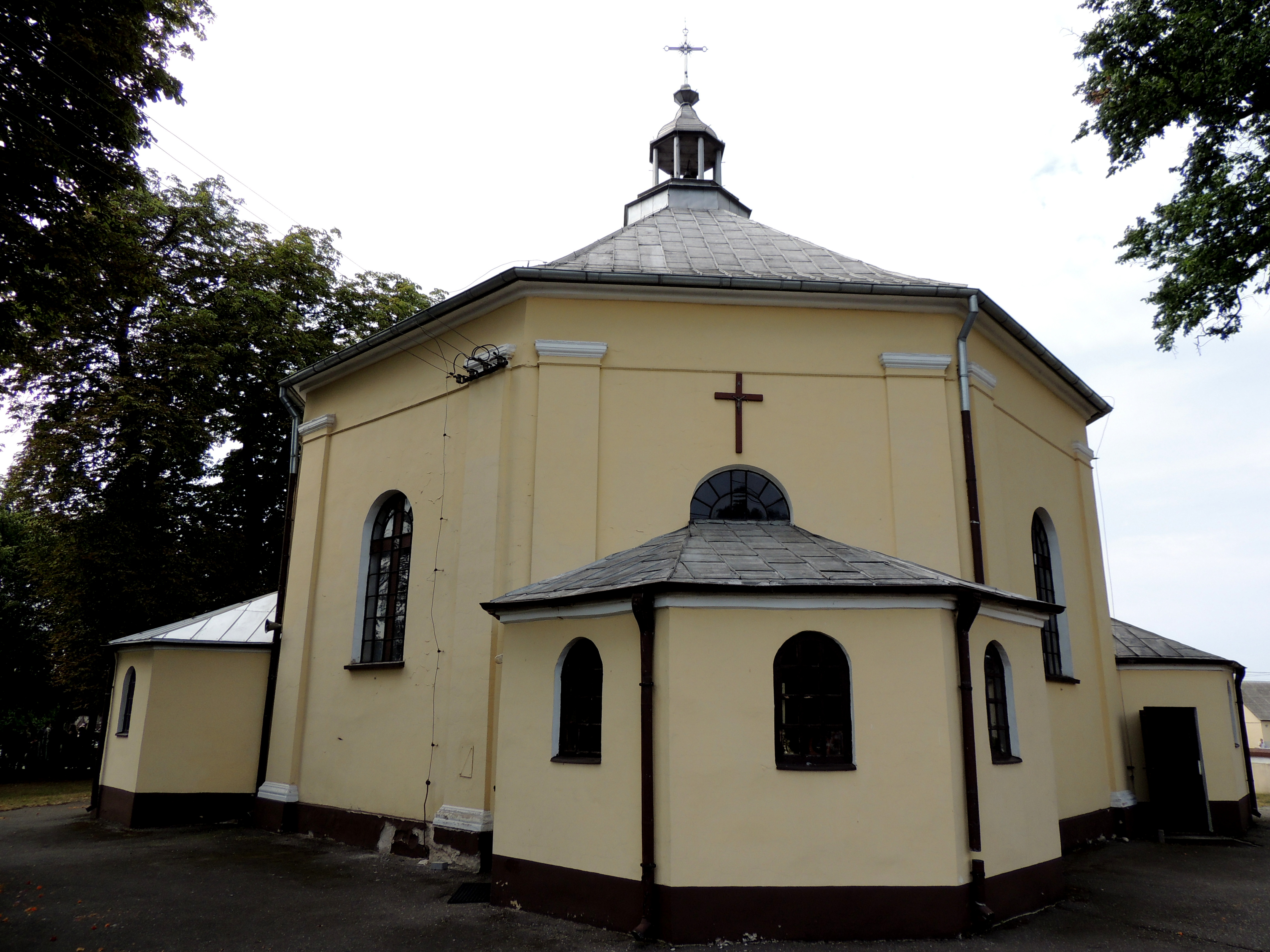
Widok od strony zakrystii
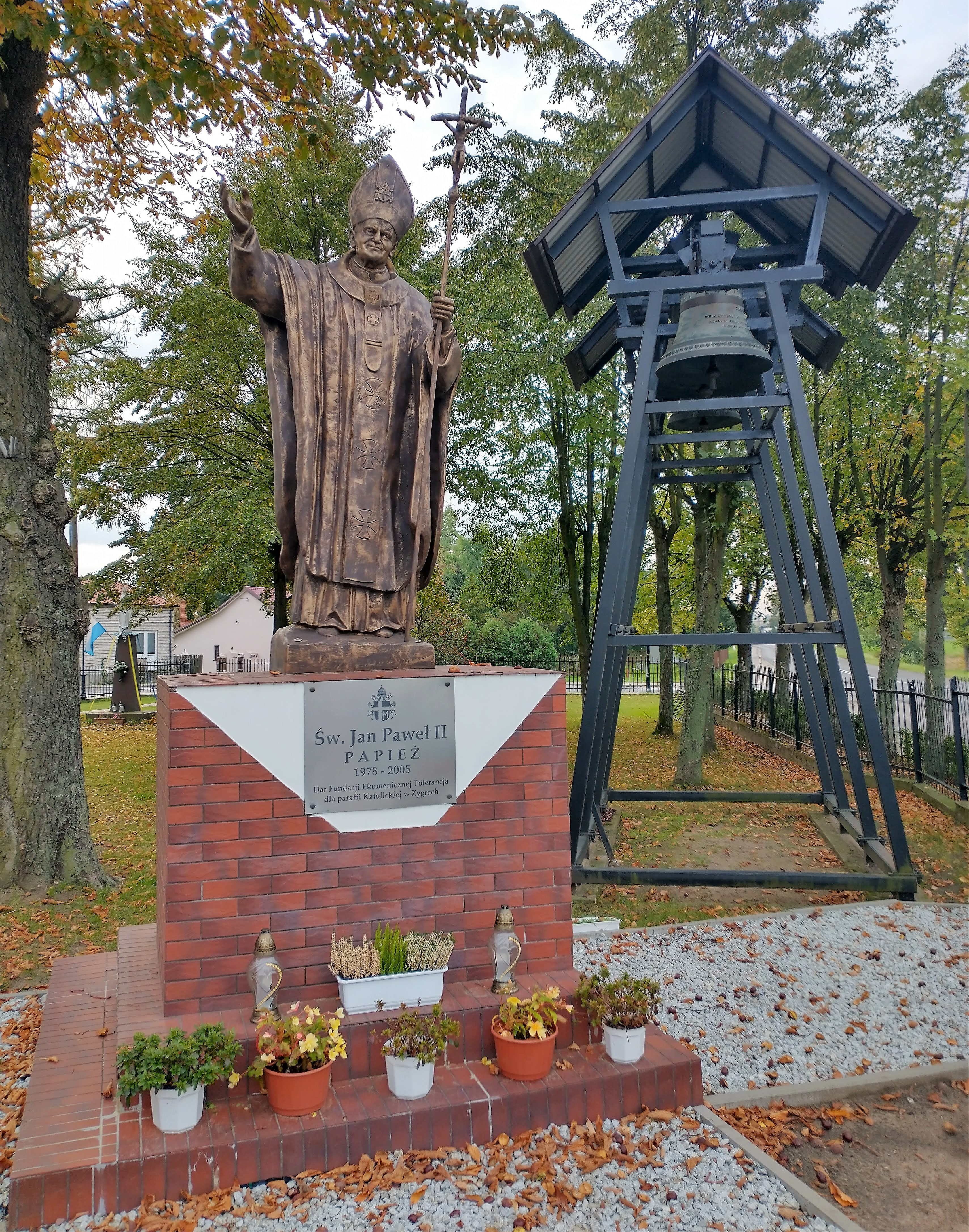
Dzwonnica i pomnik św. Jana Pawła II